# Станой Крекмански
Станой Иванов Крекмански е български партизанин, деец на Българската комунистическа партия.

## Биография
Роден е на 5 април 1915 година в горноджумайското село Бистрица. Баща му е ятак на въстаналите в Горноджумайско през Септемврийското въстание в 1923 година. След въстанието семейството се преселва в Горна Джумая. Като ученик в Горноджумайската гимназия попада на хора с комунистически идеи и в 1930 година влиза в Работническия младежки съюз (РМС). В 1931 година влиза в марксистките кръжоци в гимназията и скоро започва да ги ръководи. Член е на училищносто ръководство на РМС, а по-късно е негов секретар. Инициатор и редактор е на нелегалния вестник „Червен ученик“, от който излизат 3 – 4 броя.
В 1935 година при една конференция на марксическите кръжоци в Кюстендил става провал, полицията разкрива Горноджумайската организация и са арестувани 50 ученици, членове на БКП и ВМРО (обединена), след които и Крекмански. Осъден е на 5 години затвори и 100 000 лева глоба.
Излиза от затвора в края на 1937 година. Постъпва на работа в тютюневата кооперация „Бохча“ и участва в профсъюзното движение там. В същата 1937 година става член на БКП. Секретар е на околийския комитет на РМС и е ръководител на синдикалното движение в града и околията.
В 1938 година Крекмански е изпратен в 7-а трудова дружина в Радомир, където успява да създаде организация на РМС. Уволнен е и постъпва на работа в мина „Пирин“, откъдето обаче също е уволнен за комунистическа дейност. Работи в Горна Джумая като работник в тютюневите складове, след това като общ работник и като товарач на вагони. В 1940 година е арестуван за комунистическа дейност и изпратен в Сливенския затвор, за да излежи неплатената глоба от 100 000 лева. Излиза от затвора в 1940 година и е граждански мобилизиран и изпратен в мина „Пирин“. Тук той организира стачна на мобилизираните и на работниците за увеличаване на надниците и за заплащане на труда на граждански мобилизираните. „Гранитоид“ удовлетворява исканията на стачкуващите, но Крекмански е изгонен.
В 1940 година по време на Соболевата акция Крекмански отговаря за Бистрица, Градево, Брежани и тютюневите складове в Горна Джумая и събира подписи за съветското предложение.
След нападението на Германия над СССР, на 23 юни 1941 година Крекмански излиза в нелегалност. Събира оръжие и си създава мрежа от ятаци в Бистрица и Марулево. През август 1941 година заедно с Васил Демиревски отива в Гърция, за да събира оръжие от разбитата гръцка линия „Метаксас“, заловени са от военните, но успяват да избягат. Към края на 1941 година заедно със Станке Лисичков, Гроздан Николов, Стойне Лисийски и Владо Чимев създава Горноджумайската партизанска чета. Използва псевдонима Вълко. В началото на декември 1942 година групата решава да хвърли бомби по квартирата на немски войници в Горна Джумая. Акцията е проведена на 6 декември 1942 година. Като резултат полицията провежда редица блокади на града и околните села и Крекмански е убит на 22 декември 1942 година в Бистрица в сражение с полицията.